# Сайко, Виктор Антонович
Виктор Антонович Сайко (укр. Віктор Антонович Сайко; 18 декабря 1905, Грушевка, Херсонская губерния — 25 августа 1983, Душанбе) — советский украинский хозяйственный, государственный и партийный деятель.

## Биография
Родился 18 декабря 1905 года в селе Грушевка Грушевской волости Херсонского уезда Херсонской губернии.
Член ВКП(б) с 1929 года.
С 1916 года — на хозяйственной, общественной и политической работе. В 1916—1971 годах — пастух, батрак, рабочий, откатчик, ремонтник, рядовой погранотряда в Таджикистане, заведующий ОРГО Курган-Тюбинского окружкома комсомола, заведующий ОРГО Аральского и Оби-Гармского райкомов партии, 1-й секретарь Гармского райкома КП(б) Таджикистана, 1-й секретарь Кулябского райкома партии, 1-й секретарь Кулябского окружкома КП(б) Таджикистана, первый секретарь Кулябского обкома КП(б) Таджикистана, секретарь ЦК КП(б) Таджикистана, заведующий отделом ЦК КП(б) Таджикистана, заместитель председателя Совета Министров Таджикской ССР, министр связи Таджикской ССР.
Избирался депутатом Верховного Совета Таджиской ССР 1—7-го созыва.
Умер 25 августа 1983 года в Душанбе.